# بدعت دینی

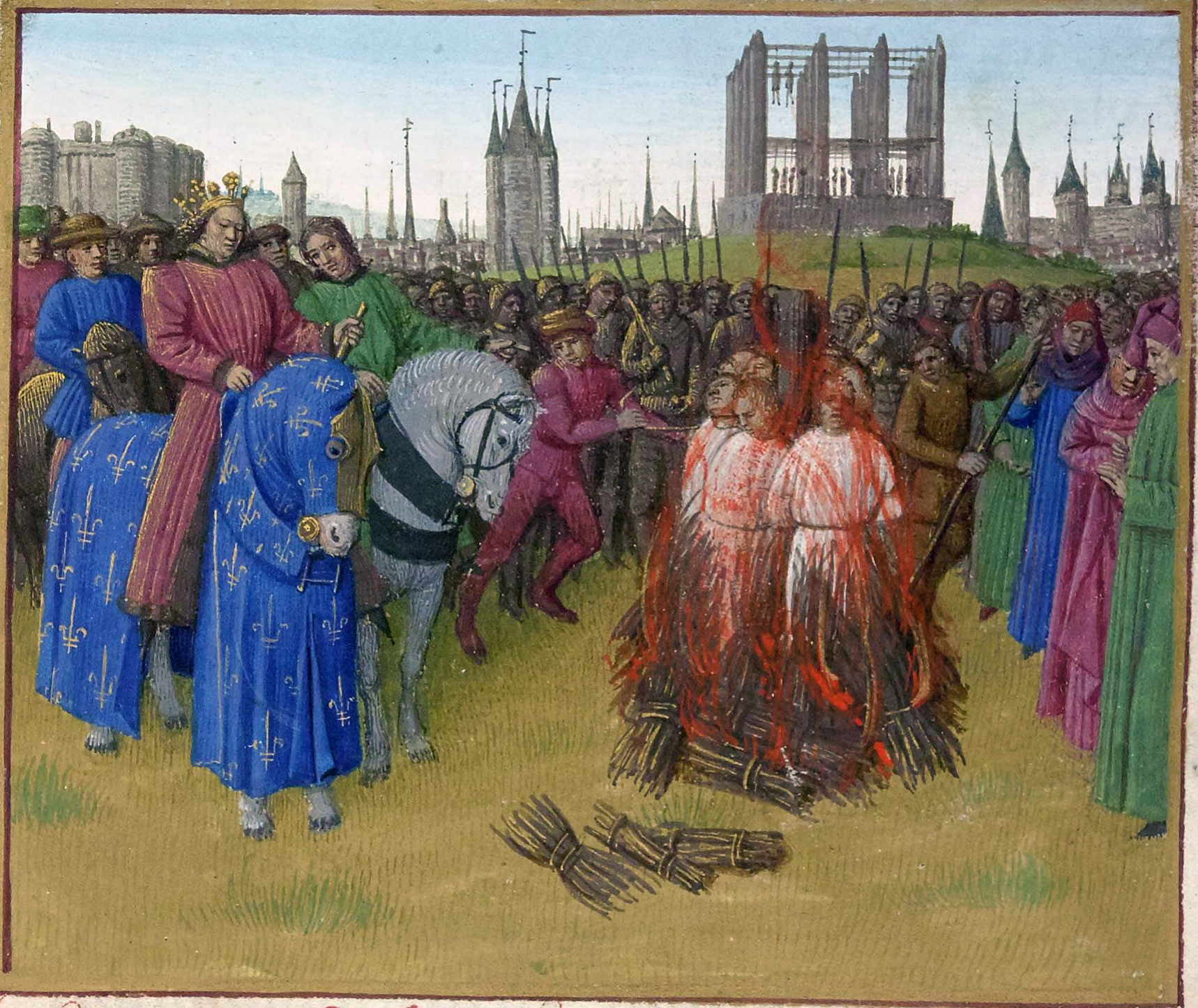
آتش زدن آمالریکی‌ها (۱۲۱۰ میلادی)

بدعت دینی به هر نوع باور یا نظریه‌ای گفته می‌شود که در مغایرت با برخی باورها یا آداب و رسوم بنیادی یک دین باشد. بدعت با ارتداد تفاوت دارد که ترک صریح دین یا باور است و همچنین با کفرگویی که توهین به مقدسات است تفاوت دارد.
بدعت دینی معمولاً به معنی تخطی از قوانین مذهبی یا سنتی و قانون‌های آن است، هر چند برخی افراط‌گرایان سیاسی از آن برای خطاب کردن مخالفان خود استفاده می‌کنند. این واژه حامل بار معنایی رفتار یا عقیده‌هایی است که به احتمال زیاد اخلاقیات پذیرفته شده را تضعیف کرده یا باعث شر ملموس، لعنت یا مجازات‌های دیگر می‌شوند.
در برخی ادیان، فرد بدعت‌گذار حامی نمادهای شر مثل شیطان و هرج و مرج در نظر گرفته می‌شود. در فرهنگ‌های تاریخی مسیحی و یهودی و برخی دیگر فرهنگ‌ها ایده‌هایی که بدعت تلقی می‌شدند قانوناً قابل مجازات بودند.